# Parc Dante (New York)
Le parc Dante est un parc public de la ville de New York situé dans l'État de New York près du Lincoln Center for the Performing Arts.

## Historique
Le parc a été créé par les Italo-Américains de New York en l'honneur du poète Dante Alighieri.
Depuis 1921 (600e anniversaire de la mort de Dante), on trouve dans le parc une statue du poète Dante Alighieri, le Monument à Dante. À l'origine, Carlo Barsotti voulait récolter plus de fond pour pouvoir mettre une statue plus imposante à Times Square mais le projet a été abandonné en raison des difficultés de financement.
La sculpture du poète a été réalisée par Ettore Ximenes, une copie de celle-ci figure à Washington.

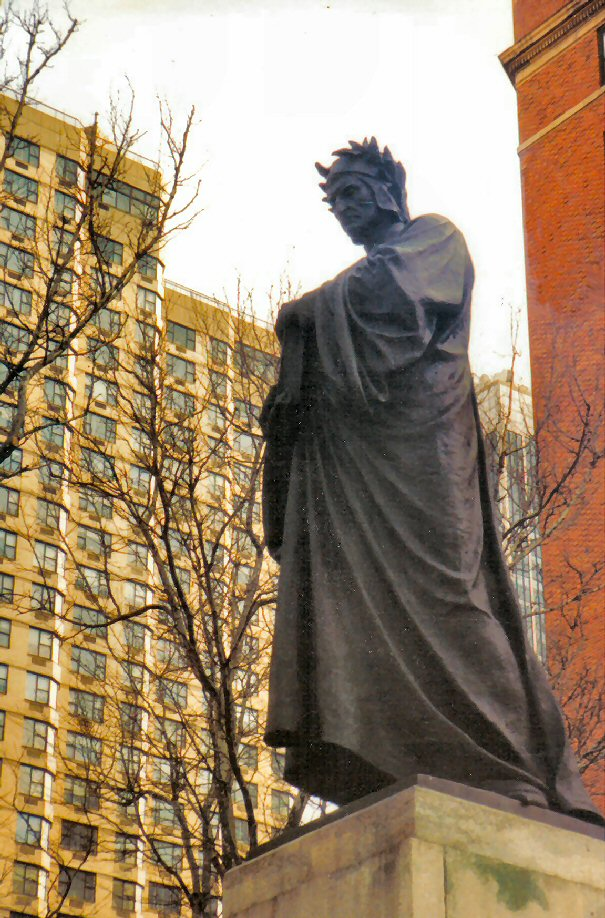